# TRAF6
La protéine TRAF6, de l'anglais TNF receptor-associated factor 6, est codée chez l'homme par le gène TRAF6, situé sur le chromosome 11. Elle appartient à la famille des facteurs associés aux récepteurs de TNF (TRAF).

## Rôles
Il active les récepteurs au TNF ainsi qu'à ceux de l'interleukine 1. Il participe ainsi  à l'immunité (en particulier dans la maturation des cellules dendritiques), au métabolisme osseux, au développement des ganglions lymphatiques, des glandes mammaires, de la peau et du système nerveux central. 
Il possède une activité d'ubiquitine ligase permettant son auto ubiquitination permettant l'activation de IKK  en réponse à l'interleukine 1. Il ubiquitinise également le système AKT, permettant son activation.
Il active le PAX7 par la voie du MAPK ERK1/2 et JNK1/2.

## En médecine
Son activation contribue à la cachexie musculaire. Il pourrait également intervenir dans l'atteinte musculaire de la myopathie de Duchenne.